# نيلسون كارمايكل
نيلسون كارمايكل (بالإنجليزية: Nelson Carmichael)‏ هو متزحلق حر أمريكي، ولد في 19 نوفمبر 1965 في كولومبوس في الولايات المتحدة.

## وصلات خارجية
- نيلسون كارمايكل على موقع الاتحاد الدولي للتزلج (التزلج الحر) (الإنجليزية)
- نيلسون كارمايكل على موقع اللجنة الأولمبية الدولية (الإنجليزية)
- نيلسون كارمايكل على موقع أوليمبيديا (الإنجليزية)
- نيلسون كارمايكل على موقع IMDb (الإنجليزية)